# Mistrzostwa Świata w Kolarstwie BMX 2003
8. Mistrzostwa świata w kolarstwie BMX 2003 odbyły się w australijskim Perth, w dniach 25-27 lipca 2003 roku. W programie znalazły się następujące konkurencje: wyścig elite i juniorów (oba zarówno dla kobiet jak i mężczyzn) oraz cruiser juniorów i elite (tylko mężczyźni). W klasyfikacji medalowej zwyciężyli reprezentanci USA zdobywając łącznie cztery medale, w tym dwa złote.

## Medaliści
| Konkurencja:          | Złoto:             | Srebro:                | Brąz:            |
| Klasyfikacja mężczyzn |                    |                        |                  |
| Elite                 | Kyle Bennett       | Randy Stumpfhauser     | Robert de Wilde  |
| Juniorzy              | Artūrs Matisons    | Manuel Alejandro López | Sander Bisseling |
| Cruiser               | Randy Stumpfhauser | Michal Prokop          | Luke Madill      |
| Cruiser juniorzy      | Artūrs Matisons    | Manuel Alejandro López | Thomas Hamon     |
| Klasyfikacja kobiet   |                    |                        |                  |
| Elite                 | Elodie Ajinça      | Willy Kanis            | Tatjana Schocher |
| Juniorki              | Samantha Cools     | Kimberly Hayashi       | Cyrielle Convert |

## Tabela medalowa
| Miejsce | Państwo           | Złoto | Srebro | Brąz | Razem |
| ------- | ----------------- | ----- | ------ | ---- | ----- |
| 1       | Stany Zjednoczone | 2     | 2      | 0    | 4     |
| 2       | Łotwa             | 2     | 0      | 0    | 2     |
| 3       | Francja           | 1     | 0      | 1    | 2     |
| 4       | Kanada            | 1     | 0      | 0    | 1     |
| 5       | Argentyna         | 0     | 2      | 0    | 2     |
| 6       | Czechy            | 0     | 1      | 0    | 1     |
| 7       | Holandia          | 0     | 0      | 2    | 2     |
| 8       | Australia         | 0     | 0      | 1    | 1     |
|         | Szwajcaria        | 0     | 0      | 1    | 1     |